# Boris Stenin
Boris Andrianovitsj Stenin (Russisch: Борис Андрианович Стенин) (Sverdlovsk, 17 januari 1935 - Moskou, 18 januari 2001) was een Russisch langebaanschaatser, schaatscoach en schaatswetenschapper.
Boris Stenin trouwde aan het begin van zijn schaatscarrière met schaatsster Valentina Stenina (Valentina Miloslavova voor haar huwelijk). In 1960 werden ze beiden wereldkampioen allround. Ze bleven getrouwd tot de dood van Stenin in 2001, ruim 40 jaar later.

## Schaatser
In 1957 werd Stenin gekozen in de Sovjet schaatsploeg. Na aansprekende resultaten in 1958 maakte hij zijn internationale debuut bij het EK van 1959 in Göteborg, waar hij achtste werd. In 1960 werd hij achtereenvolgens nationaal kampioen, tweede op het Europees kampioenschap, wereldkampioen (allround) en, bij zijn enige deelname aan de Winterspelen, derde op de 1500 meter in Squaw Valley. Hier werd hij als grote kanshebber gezien maar hij won 'slechts' een bronzen medaille op de 1500 meter achter landgenoot Jevgeni Grisjin en de Noor Roald Aas. Als klap op de vuurpijl kreeg Boris voor zijn prestaties dat jaar ook nog eens de Oscar Mathisen-trofee uitgereikt en daarmee opvolger van de eerste winnaar Knut Johannesen.
In de jaren die volgden bleef Stenin in de wereldtop. Het Noorse succes met nieuwe trainingsmethodes in 1963 zette hem aan tot extra harde en zware trainingen voor het nieuwe Olympische seizoen. Door overtraining werd hij echter niet gekozen in het nationale team en zodoende had hij zichzelf buitenspel gezet. Dit deed hem besluiten te stoppen met actief schaatsen en over te stappen naar het coachen.

## Coach
Stenin was twee periodes schaatscoach, waaronder in de jaren zeventig van het nationale Sovjet vrouwenteam. In de jaren tussen zijn coachschappen werkte hij bij het centrale staatsinstituut voor sportontwikkeling waar hij meer kennis op deed over schaatstrainingen. Ook bekleedde hij functies bij de Internationale Schaats Unie (ISU).
Tijdens zijn tweede periode had Stenin veel succes met de Sovjetvrouwen. Zo werden drie vrouwen wereldkampioen allround, Vera Brindzej (1977), Tatjana Averina (1978) en Natalja Petroeseva (1980 en 1981), drie vrouwen olympisch kampioene, Tatjana Averina (1000m, 3000m in 1976), Galina Stepanskaja (1500m in 1976) en Natalja Petroeseva (1000m in 1980).
Na teleurstellende resultaten tijdens de Winterspelen van 1984 in Sarajevo, 'slechts' drie bronzen medailles, werd Stenin ontslagen.

## Wetenschapper
Na zijn schaatscoach carrière keerde Stenin terug naar het centrale staatsinstituut voor sportontwikkeling en hij werd hoofd van de schaatsafdeling. Vanaf 1984 publiceerde Stenin vele werken over schaatsen, nam deel aan wetenschappelijk conferenties en verdiende in 1994 een doctorsgraad met zijn promotieartikel genaamd Theoretisch methodische basis voor beheersing van schaatsen gedurende vele jaren van training. Hij deed zijn onderzoekswerk over schaatsen tot aan zijn dood in 2001.
Stenin publiceerde meer dan 60 artikelen en won een aantal prijzen voor zijn onderzoekswerk. Tot aan zijn dood was hij tevens lid van de technische commissie langebaanschaatsen van de Internationale Schaats Unie.

## Records

### Persoonlijke records
| Afstand      | Tijd    | Datum            | Baan         |
| ------------ | ------- | ---------------- | ------------ |
| 500 meter    | 40,7    | 23 februari 1963 | Karuizawa    |
| 1500 meter   | 2.07,7  | 28 februari 1960 | Squaw Valley |
| 3000 meter   | 4.55,2  | 8 maart 1960     | Kirov        |
| 5000 meter   | 7.53,0  | 19 januari 1963  | Almaty       |
| 10.000 meter | 16.45,3 | 3 februari 1963  | Göteborg     |

### Wereldrecords laaglandbaan (officieus)
| Nr. | Afstand    | Tijd   | Datum           | Baan     |
| --- | ---------- | ------ | --------------- | -------- |
| 1.  | 1500 meter | 2.10,2 | 2 februari 1963 | Göteborg |

## Resultaten

### Schaatsresultaten
| Jaar | EK Allround | WK Allround | Olympische Spelen |
| ---- | ----------- | ----------- | ----------------- |
| 1959 | 8e          |             |                   |
| 1960 | Zilver      | Goud        | 1500m             |
| 1961 | 7e          | 5e          |                   |
| 1962 | Brons       | 4e          |                   |
| 1963 | 5e          | 14e         |                   |

#### Medaillespiegel
| Kampioenschap | Goud · | Zilver · | Brons · |
| ------------- | ------ | -------- | ------- |
| EK Allround   | 0      | 1        | 1       |
| WK Allround   | 1      | 0        | 0       |

### Coachresultaten
| Jaar | EK Allround                                      | WK Allround                                          | WK Sprint                                  | Olympische Spelen |
| ---- | ------------------------------------------------ | ---------------------------------------------------- | ------------------------------------------ | --- |
| 1974 | Nina Statkevits · Tatjana Sjelechova-Rastopsjina | Tatjana Averina · Nina Statkevits                    |                                            | |
| 1975 |                                                  | Tatjana Averina                                      |                                            | |
| 1976 |                                                  | Tatjana Averina                                      |                                            | 1000m Tatjana Averina · 1500m Galina Stepanskaja · 3000m Tatjana Averina · 500m Tatjana Averina · 1500m Tatjana Averina |
| 1977 |                                                  | Vera Brindzej · Galina Stepanskaja · Galina Nikitina |                                            | |
| 1978 |                                                  | Tatjana Averina · Galina Stepanskaja                 | Ljoebov Sadtsjikova                        | |
| 1979 |                                                  | Natalja Petroeseva                                   |                                            | |
| 1980 |                                                  | Natalja Petroeseva                                   |                                            | 1000m Natalja Petroeseva · 500m Natalja Petroeseva                                                                      |
| 1981 | Natalja Petroeseva                               | Natalja Petroeseva                                   | Tatjana Tarasova · Natalja Petroeseva      | |
| 1982 | Natalja Petroeseva · Natalja Sjive-Glebova       | Natalja Petroeseva                                   | Natalja Petroeseva                         | |
| 1983 | Natalja Petroeseva                               | V. Lalenkova-Golovenkina                             | Natalja Petroeseva                         | |
| 1984 | Valentina Lalenkova-Golovenkina · Olga Plesjkova |                                                      | V. Lalenkova-Golovenkina · Natalja Glebova | 500m Natalja Glebova · 1000m Natalja Petroeseva · 1500m Natalja Petroeseva                                              |